# Pregiudizio
Il termine pregiudizio (dal latino prae, "prima" e iudicium, "giudizio") può assumere diversi significati, tutti in qualche modo collegati alla nozione di preconcetto o "giudizio prematuro", ossia basato su argomenti pregressi e/o su una loro indiretta o generica conoscenza.
In genere ci si riferisce ad esso con un'accezione negativa, mentre nel lessico scientifico psicologico odierno si usa l'anglicismo bias.

## Epistemologia
Agli inizi del Seicento Francesco Bacone teorizzò che per poter formulare un metodo scientifico bisogna operare due operazioni, la prima consistente nel fare tabula rasa dalla nostra mente dei pregiudizi che chiama "idola mentis" e la successiva nell'apporto dei dati oggettivi risultanti dalle indagini. Concezione di oggettività che divenne ripresa anche a pensatori come Galileo Galilei, Spinoza, Gian Battista Vico. 
Nella filosofia della scienza il termine "pregiudizio" ha a che fare con quei fattori psicologici che alterano gli esperimenti di verifica delle ipotesi. All'interno delle scienze sociali, Walter Lippmann, intorno al 1920, promosse il termine stereotipo  come nucleo cognitivo del pregiudizio costituito da estreme semplificazioni mentali molto rigide con le quali interpretiamo il mondo esterno anche con funzione difensiva della nostra identità.

## Scienze sociali e psicologia
(Albert Einstein)
Nel linguaggio della psicologia sociale, quando si parla di pregiudizi ci si riferisce a un tipo particolare di atteggiamenti. Propriamente sono atteggiamenti intergruppo, cioè posizioni di favore o sfavore che hanno per oggetto un gruppo e si formano nelle relazioni intergruppo. Il pregiudizio può essere analizzato da un punto di vista antropologico perché nasce dal comune modo di approcciarsi verso la realtà. Fa parte quindi del senso comune, che è quella forma di pensiero e di ragionamento che appartiene a una cultura e ne plasma la produzione culturale in modo inconsapevole.
I pregiudizi possono variare da cultura a cultura. Ad esempio gli europei hanno determinato pregiudizi nei confronti delle qualità fisiche e psicologiche delle etnie di pelle nera. Inoltre vi sono basi psicologiche perché è un pensiero che si basa sulle paure e le fobie del singolo individuo. Ad esempio, un pregiudizio può portare al razzismo, perché si ha paura dell'altro, dell'altra cultura, specie quando la si conosce poco. Dunque l'ignoranza in un determinato campo porta al pregiudizio.
In sociolinguistica il termine pregiudizio assume che l'uso di una certa variante linguistica o di una certa varietà di lingua ci consente di esprimere una valutazione su altri aspetti della personalità dell'individuo con cui stiamo dialogando. Queste maniere differenti di dire la stessa cosa possono assumere un grande significato sociale.
Un pregiudizio è generalmente basato su una predilezione immotivata per un particolare punto di vista o una particolare ideologia. Un tale pregiudizio può ad esempio condurre ad accettare o rifiutare la validità di una dichiarazione non in base alla forza degli argomenti a supporto della dichiarazione stessa, ma in base alla corrispondenza alle proprie idee preconcette. Senza quindi alcuna riflessione.
Ciò non significa che sia necessario, prima di affrontare qualsiasi questione, liberarsi da ogni pregiudizio (Raimon Panikkar ha dimostrato l'impossibilità di una tale operazione, cui Hannah Arendt aveva già accennato alla fine del libro Le origini del totalitarismo), ma solo che di ogni proprio pregiudizio vada assunta piena consapevolezza, al fine di relativizzarne il peso e di abbandonare ogni insostenibile pretesa di verità a priori. Solo così è possibile instaurare un dialogo tra religioni diverse nel quale gli interlocutori non debbano rinunciare alle proprie più genuine e marcate posizioni: i punti di incontro non vanno trovati a scapito delle irrinunciabili e manifeste incompatibilità, e tuttavia il dialogo è possibile proprio perché nessuno crede che la propria verità renda menzogna quella dell'altro.
Uno psicologo sociale molto importante fu B. L. Duncan, che realizzò un esperimento molto interessante: venne girato un filmato dove un nero dava una spinta ad un bianco, e poi venne fatto vedere ad alcune persone. Venne chiesto cosa ne pensavano e vennero espressi giudizi negativi: l'uomo nero era aggressivo e cattivo, aveva un comportamento violento. Duncan dedusse che i neri venivano incolpati, ma se fosse stato il contrario, quindi un bianco dava una spinta a un nero, il bianco sarebbe stato scusato.

## Criminologia
L’influsso fuorviante dei condizionamenti cognitivi e percettivi sulla prova penale è stato studiato a partire dal diritto anglosassone, nel quale il termine hearsay si riferisce a testimonianze indirette, cioè dichiarazioni fatte fuori dal processo, riportate da terzi e non verificate direttamente in aula — e spesso influenzate da bias cognitivi o ambientali.
In ambito giuridico italiano, non esiste un equivalente unico perfettamente sovrapponibile, ma il concetto può essere espresso con diverse formulazioni a seconda del contesto:
- Prova per sentito dire
- Dichiarazione de relato
- Testimonianza indiretta / mediata
- Prova non immediata / non diretta (sintagma utilizzato per distinguere dalle prove orali rese personalmente).

Nel processo penale, la prova – specie quella formata oralmente attraverso testimonianze – può essere profondamente alterata da distorsioni cognitive che incidono sulla percezione, memoria, ricostruzione e narrazione dei fatti. Tali influenze, studiate sia dalla psicologia cognitiva che dalla criminologia, mettono in crisi la fiducia tradizionale nella genuinità e spontaneità della testimonianza perché esprimono talvolta un universo cognitivo influenzato dal pregiudizio, enfatizzato dai mass media. Tutto ciò sollecita nell'interprete un uso critico della prova dichiarativa ed esalta il «libero convincimento del giudice richiesto, quale debole surrogato soggettivo, proprio dall’impossibilità di una certezza oggettiva. Essa esprime lo spirito stesso del processo accusatorio, in opposizione all’approccio inquisitorio segnato al contrario dall’arroganza cognitiva e dalla resistenza del pregiudizio colpevolista a qualunque smentita o controprova in forza di quella logica inquisitoria che è la petizione di principio, che opera come filtro selettivo delle prove: credibili se confermano, non credibili se contraddicono l’ipotesi accusatoria, assunta apoditticamente come vera».